# Warmed Omari
Warmed Omari (* 23. April 2000 in Bandraboua, Mayotte) ist ein komorisch-französischer Fußballspieler. Der Innenverteidiger steht als Leihspieler von Stade Rennes beim Hamburger SV unter Vertrag und ist komorischer Nationalspieler.

## Karriere

### Verein
Omari wurde in der Jugendakademie von Stade Rennes ausgebildet, der er im Jahr 2014 beitrat. Am 9. Juni 2020 unterschrieb er seinen ersten Profivertrag beim Verein. Am 27. April 2021 verlängerte er seinen Vertrag um drei Jahre bis Juni 2024. Am 15. August 2021 gab er beim 1:1-Unentschieden gegen Stadt Brest in der Ligue 1 sein Profidebüt. Am 18. Dezember 2021 erzielte Omari beim 1:0-Sieg im Coupe de France gegen den FC Lorient sein erstes Tor für Rennes.
Im Sommer 2024 wechselte Omari auf Leihbasis zu Olympique Lyon. Dort kam er u. a. mit einem Ligaspiel allerdings kaum zum Einsatz.
Zur Saison 2025/26 wechselte Omari für ein Jahr auf Leihbasis in die Bundesliga zum Aufsteiger Hamburger SV.

### Nationalmannschaft
Der in Mayotte geborene Omari ist aufgrund seiner Abstammung berechtigt, neben Frankreich auch für die Nationalmannschaft der Komoren zu spielen. Omari gab sein Debüt für die U-21-Nationalmannschaft Frankreichs am 24. März 2022 bei einem Qualifikationsspiel für die U-21-Europameisterschaft 2023 gegen die Färöer-Inseln. In der Folge entschied er sich, künftig für die komorische Nationalmannschaft aufzulaufen. Sein erstes Länderspiel für Komoren absolvierte er im Qualifikationsspiel für den Afrika-Cup 2025 am 4. September 2024 gegen Gambia.